# Allium brandegeei
Allium brandegeei es una especie de planta bulbosa del género Allium, perteneciente a la familia de las amarilidáceas, del orden de las Asparagales. Se distribuye por Estados Unidos.

## Descripción
Allium brandegeei tiene 1-5 bulbos, no agrupados, con un rizoma principal, ovoide a globoso, de color marrón a marrón grisáceo, membranoso. Las hojas generalmente son persistentes. Es escapo, persistente, solitario, erecto, sólido, cilíndrico, de 3-10 (-20) cm x 3.1 mm. Las flores, de 8 a 25, de color blanco, se disponen en forma de umbela persistente, erecta y compacta,  hemisférica. Tiene un número cromosómico de 2n = 14.

## Distribución y hábitat
La floración se produce de abril a julio, en suelos de arena, o rocoso, a una altitud de 1200 - 3300 metros, en Colorado, Idaho, Montana, Nevada, Oregón, Utah y Wyoming.

## Taxonomía
Allium brandegeei fue descrita por  Sereno Watson y publicado en Proceedings of the American Academy of Arts and Sciences 17: 380, en el año 1882.
Etimología
Allium: nombre genérico muy antiguo. Las plantas de este género eran conocidos tanto por los romanos como por los griegos. Sin embargo, parece que el término tiene un origen celta y significa "quemar", en referencia al fuerte olor acre de la planta. Uno de los primeros en utilizar este nombre para fines botánicos fue el naturalista francés Joseph Pitton de Tournefort (1656-1708).
brandegeei: epíteto otorgado en honor del botánico estadounidense Townshend Stith Brandegee.
Sinonimia
- Allium diehlii (M.E.Jones) M.E.Jones
- Allium minimum M.E.Jones
- Allium tribracteatum var. diehlii M.E.Jones[5]